# Lamed

Fenickie lamed

Hebrajska litera lamed w kroju pisma (kolejno od prawej do lewej): nowoczesnym bezszeryfowym i tradycyjnym

Lamed, lām (ל, ل‍) — litera alfabetów semickich, m.in. fenickiego, aramejskiego, arabskiego, hebrajskiego. Odpowiada literze l. W gematrii reprezentuje liczbę 30.
W arabskim i hebrajskim odpowiada dźwiękowi [l] (jak np. w wyrazie אבל trb. awal – ale).